# 9447 Julesbordet
9447 Julesbordet eller 1997 JJ18 är en asteroid i huvudbältet som upptäcktes den 3 maj 1997 av den belgiske astronomen Eric W. Elst vid La Silla-observatoriet. Den är uppkallad efter den belgiske nobelpristagaren Jules Bordet.
Asteroiden har en diameter på ungefär 6 kilometer och den tillhör asteroidgruppen Gefion.